# قصر العوجا
قصر العوجا أحد القصور الملكية السعودية، يقع في محافظة الدرعية، ويطل على وادي حنيفة ومجاور لحي الطريف؛ الذي يضم قصور الأسرة الحاكمة. أنشأه الملك سلمان بن عبد العزيز آل سعود وأصبح مقرًا لملوك وأئمة وأمراء الأسرة الحاكمة آل سعود.

## مسمى العوجا
أطلق هذا المسمى على الدرعية، حيث تأتي هذه الكلمة (العوجا) لوصف الدرعية التي تتسم من الناحية الجغرافية الطبيعية بالموقع غير المستقيم. الذي فرضته تكوين المنطقة على طرفي وادي حنيفة المتعرج، وهي ما تشير إليه المعاني اللغوية لكلمة (العوجا)؛ حيث تبين إطلاقها في الغالب على وصف الشيء المادي بالاعوجاج، وهناك من حول المقصود من (العوجا) بأنها تعود لوصف الدعوة الإصلاحية في نجد، وهذا لا يتفق مع مبادئ الدعوة الإصلاحية.
ومما يدل على عدم صحة ذلك دلالة قطعية وليست ظنية على أن العوجا هي الدرعية ولا تنسب لدعوة الإصلاحية، الرجوع إلى القصائد القديمة بتلك الفترة؛ فهي تُعد بمثابة المصادر التي يتبين لنا منها أن الشعراء استخدمواء كلمة (العوجا)؛ وبكل وضوح لدلالة على مكان إلا وهو الدرعية. ومن هذه القصائد:
- ما قاله الشاعر محمد أبونهية في قصيدته المشهورة أيام سقوط الدرعية عام 1233هـ

- وأيضاً قصيدة لشاعر محمد العوني يوم معركة البكيرية سنة 1322هـ:

ويوضح الملك سلمان -حفظه الله- بأن المقصود بـ(العوجا) هي الدرعية، وذلك منذ أيام الدولة السعودية الأولى، وهذا من خلال ما يعرفه شخصياً عن هذا الموضوع. وأنه ليس لديه شك بأن العوجا هي الدرعية التي كانت نخوة لآل سعود.

## وصلات خارجية
- قصر «العوجا» شاهد على نخوة آل سعود.
- قصر العوجا يعانق «قصر سلوى» واقتراح أمام الملك.